# Partido de los Trabajadores y Trabajadoras de Alemania
El Partido de los Trabajadores y Trabajadoras de Alemania (alemán: Arbeiter-Arbeiterinnen Partei Deutschland, APD) fue un partido político alemán, únicamente activo en el estado federado de Mecklemburgo-Pomerania Occidental, y fundado en 2006.
Desde 2011 el partido no ha desarrollado actividades, y se presume disuelto.

## Programa y organización
El partido estaba inscrito a nivel federal y contaba con una organización estatal en Mecklemburgo-Pomerania Occidental. Su programa incluía la protección de los animales y el medioambiente, la eliminación de armas nucleares, la jubilación a los 60 años, la introducción de mejores políticas de salud y educacionales, la creación de más empleos y el fortalecimiento de la democracia a través de referendos. Era un partido antifascista por lo que además se oponía a cualquier forma de fascismo en Alemania.
Su sede se encontraba en Rostock y su presidente era Hartmut Rusin.

## Elecciones
El APD participó en las elecciones estatales de Mecklemburgo-Pomerania Occidental de 2006 y alcanzó 774 votos, equivalentes al 0,0% de los votos. En la elección federal de 2009 Hartmut Rusin se presentó como candidato independiente apoyado por el APD en el distrito electoral de Rostock, obteniendo 565 votos, equivalentes al 0,4% en el distrito. En las elecciones estatales de Mecklemburgo-Pomerania Occidental de 2011 obtuvo 868 votos, equivalentes al 0,1%.